# Терпин Хилс (Охајо)
Терпин Хилс (енгл. Turpin Hills) насељено је место без административног статуса у америчкој савезној држави Охајо.

## Демографија
По попису из 2010. године број становника је 5.099, што је 139 (2,8%) становника више него 2000. године.
| Група             | 2000.         | 2010.         |
| Белци             | 4.752 (95,8%) | 4.870 (95,5%) |
| Афроамериканци    | 31 (0,6%)     | 37 (0,7%)     |
| Азијати           | 81 (1,6%)     | 61 (1,2%)     |
| Хиспаноамериканци | 53 (1,1%)     | 78 (1,5%)     |
| Укупно            | 4.960         | 5.099         |